# Cattedrale dell'Assunzione (Leopoli)
La cattedrale dell'Assunzione, anche nota come cattedrale latina (in ucraino Латинський катедральний собор?, Latyns'kyj katedral'nyj sobor) è un importante luogo di culto cattolico a Leopoli in Ucraina. Appartiene all'arcidiocesi di Leopoli e risale al XIV secolo.

## Storia

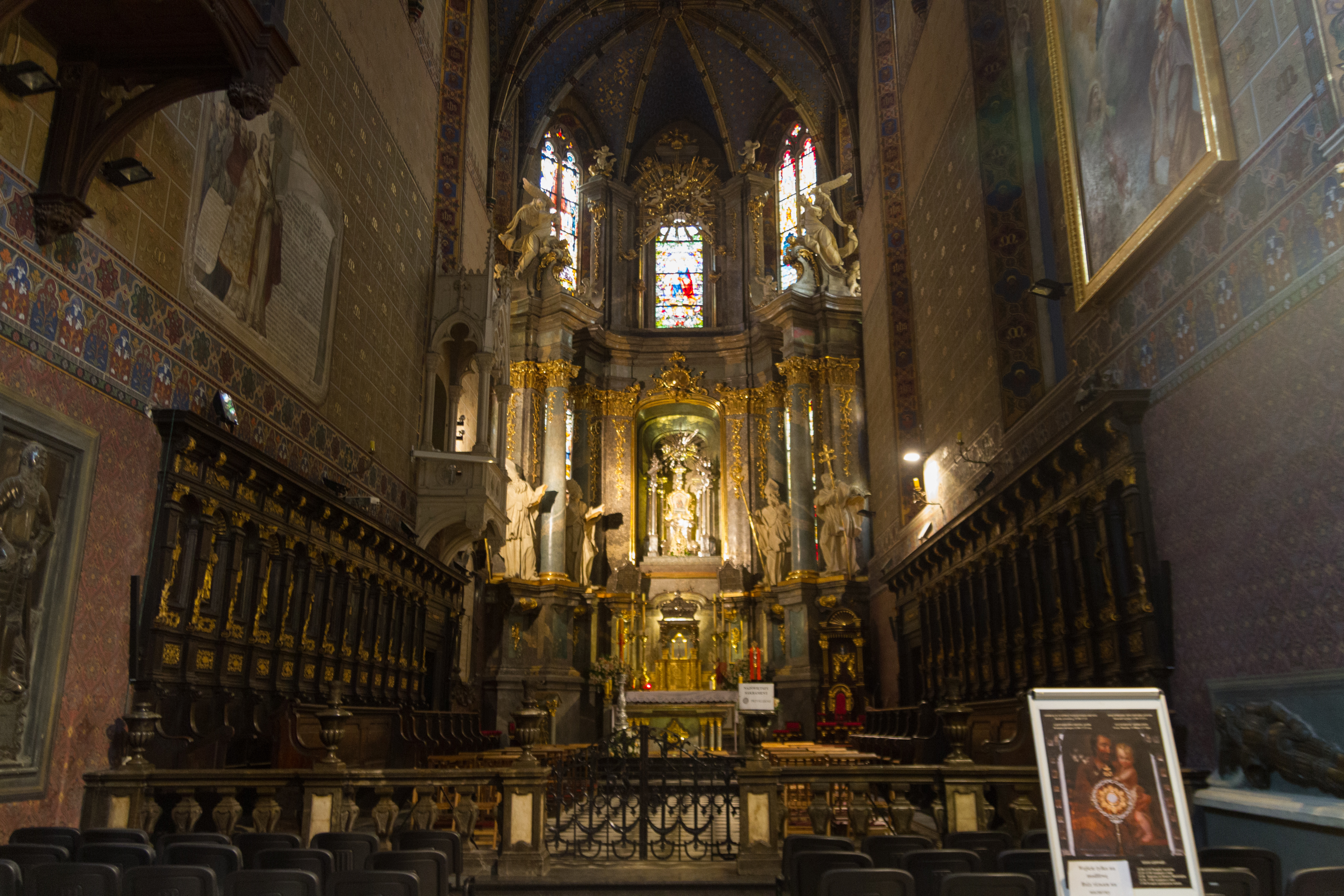
Presbiterio e altare maggiore

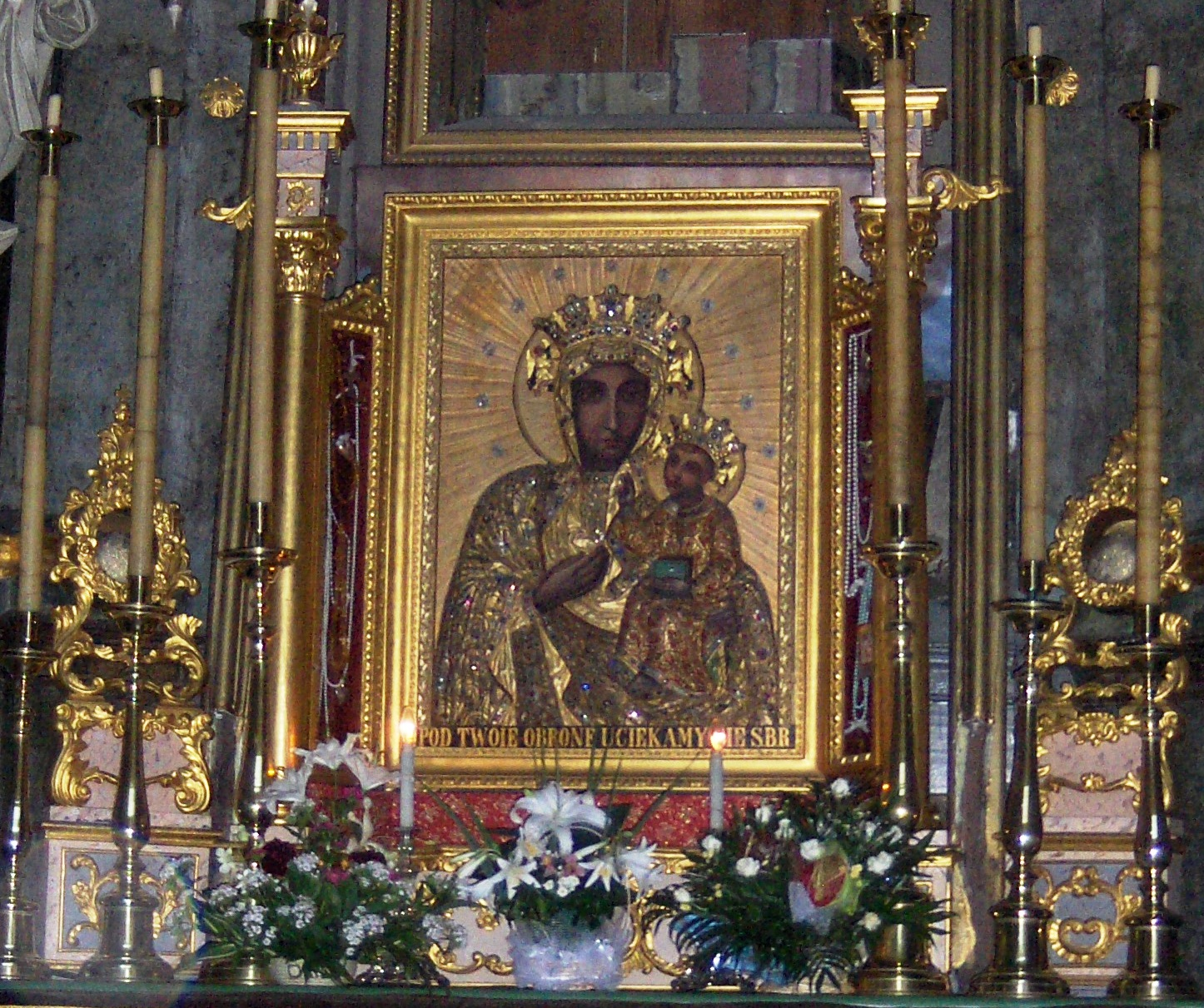
Icona ritenuta miracolosa raffigurante la Madre di Dio, secondo il culto orientale anche della Dormizione di Maria

La bolla di papa Gregorio XI Debitum pastoralis offici del 13 febbraio 1375 indicò Halyč come sede cattolica e fu solo con l'antipapa Giovanni XXIII che, a partire dal 1412, fu trasferita a Leopoli. La cattedrale intanto era stata edificata a partire dal 1370 e quasi ultimata nel 1405, quando il vescovo di Przemyśl Maciej la benedì. La solenne consacrazione fu celebrata solo il 24 dicembre 1481.
Nel 1527 un incendio devastò parte di Leopoli e la cattedrale ne venne gravemente danneggiata. Mentre era in corso la seconda guerra del nord Giovanni II Casimiro di Polonia il 1º aprile 1656 si inchinò davanti all'immagine dell'Assunta giurando di riconoscerla come protettrice della Polonia se avesse vinto il conflitto, che tuttavia non si verificò. Tra il 1765 e il 1772 fu oggetto di importanti lavori di ricostruzione che ne modificarono l'aspetto con la rimozione di altari e monumenti sepolcrali. Nel 1819 nella sala venne costruito un nuovo organo a canne in stile neogotico. Alla fine del secolo le grandi vetrate furono rinnovate e nel 1910 la cattedrale ottenne il titolo di basilica minore. Gli ultimi importanti lavori di restauro conservativi sono stati realizzati tra il 1998 e il 2000. Alle celebrazioni per il 350º anniversario del giuramento di Casimiro di Polonia, nel 2006, ha preso parte il Presidente della Repubblica di Polonia Lech Kaczyński.

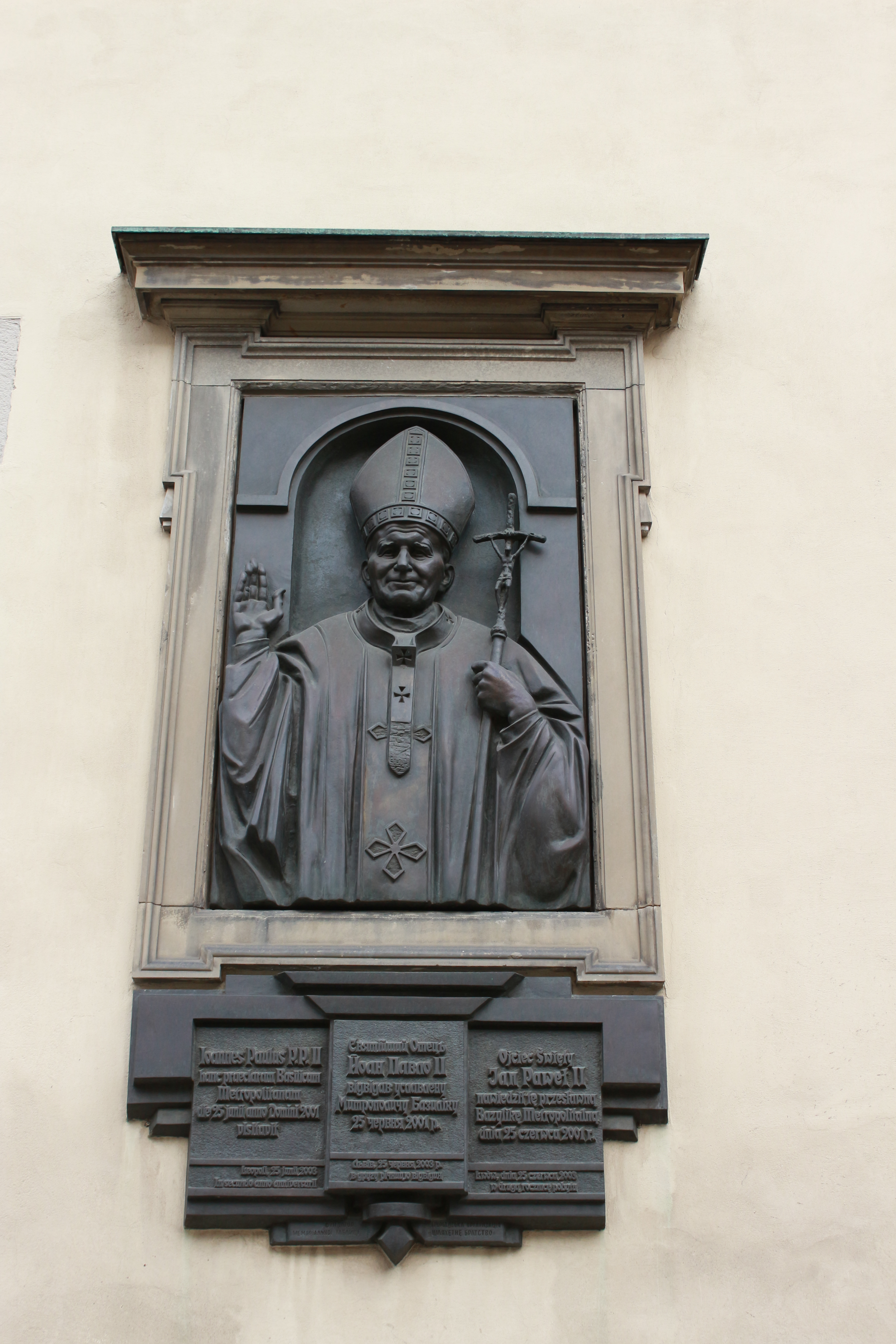
Targa con bassorilievo in ricordo della visita di papa Giovanni Paolo II sulla facciata

## Descrizione

### Esterni

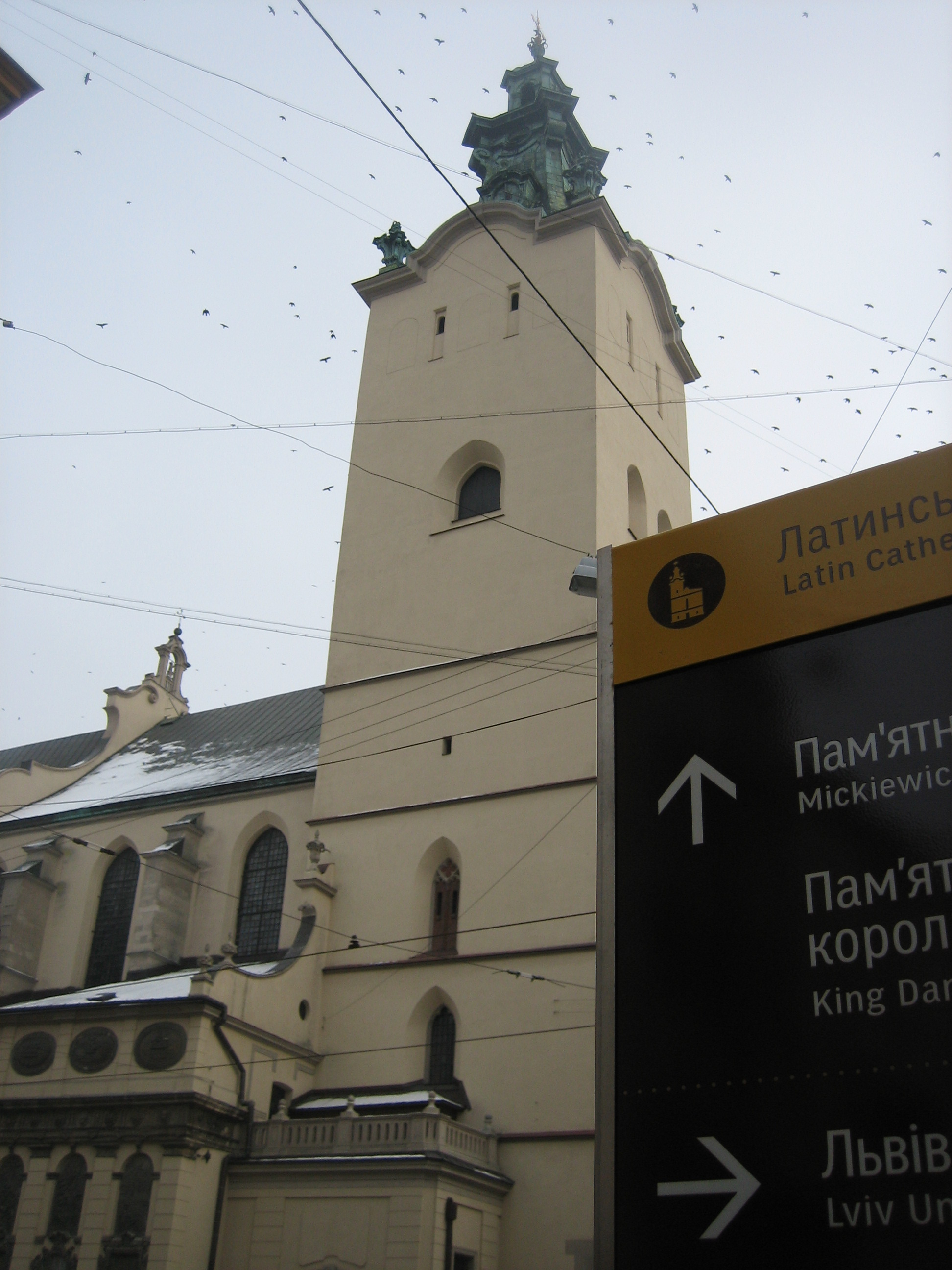
Esterno della Cattedrale

La cattedrale, che si trova nel centro storico di Leopoli, sulla facciata ospita le targhe in ricordo di Tadeusz Kościuszko e della visita di papa Giovanni Paolo II.

### Interni
L'altare maggiore è adornato dalle statue raffiguranti Sant'Agostino, San Gregorio, Sant'Ambrogio e San Girolamo attribuite allo scultore Maciej Polejowski. Nelle parti centrali dell'altare sono collocati due reliquiari d'argento del XVIII secolo e in particolare sopra il tabernacolo si trova il reliquiario d'argento con i resti del beato Giacomo Strepa, patrono dell'arcidiocesi di Leopoli.